# Алмир Гредић
Алмир Гредић (Пријепоље, 27. април 1976) је бивши босанскохерцеговачки фудбалер. Током каријере играо је на позицији везног играча.
У периоду од 2012. до 2015. године Гредић је био председник ФК Жељезничар из Сарајева.

## Успеси
Жељезничар Сарајево
- Прва лига Босне и Херцеговине  (1) : 1997/98.
- Премијер лига Босне и Херцеговине (2):  2000/01, 2001/02.
- Куп Босне и Херцеговине (2) : 2000/01, 2002/03.
- Суперкуп Босне и Херцеговине (3) : 1998, 2000, 2001.[5]